# Timothy Koleto
Timothy „Tim” Koleto (ur. 17 czerwca 1991 w Kalispell) – amerykański łyżwiarz figurowy reprezentujący Japonię, startujący w parach tanecznych z żoną Misato Komatsubarą. Brązowy medalista olimpijski z Pekinu (2022, drużynowo), uczestnik mistrzostw świata, medalista zawodów z cyklu Challenger Series, mistrz Korei Południowej (2014) oraz 4-krotny mistrz Japonii (2019–2022).
23 stycznia 2017 Koleto ożenił się ze swoją partnerką sportową Misato Komatsubarą w Okayamie.

## Osiągnięcia

### Pary taneczne

#### Z Misato Komatsubarą (Japonia)
| Zawody                           | 16–17          | 17–18          | 18–19          | 19–20          | 20–21          | 21–22          | 22–23          | 23–24          |                |                |                |                |                |                |                |                |                |
| Międzynarodowe                   | Międzynarodowe | Międzynarodowe | Międzynarodowe | Międzynarodowe | Międzynarodowe | Międzynarodowe | Międzynarodowe | Międzynarodowe | Międzynarodowe | Międzynarodowe | Międzynarodowe | Międzynarodowe | Międzynarodowe | Międzynarodowe | Międzynarodowe | Międzynarodowe | Międzynarodowe |
| -------------------------------- | -------------- | -------------- | -------------- | -------------- | -------------- | -------------- | -------------- | -------------- | -------------- | -------------- | -------------- | -------------- | -------------- | -------------- | -------------- | -------------- | -------------- |
| Zimowe igrzyska olimpijskie      |                |                |                |                |                | 22             |                |                |                |                |                |                |                |                |                |                |                |
| Mistrzostwa świata               |                |                | 21             | C              | 19             |                |                | 18             |                |                |                |                |                |                |                |                |                |
| Mistrzostwa czterech kontynentów |                | 10             | 9              | 11             |                |                | 7              | 8              |                |                |                |                |                |                |                |                |                |
| GP Cup of China                  |                |                |                | 10             |                |                |                |                |                |                |                |                |                |                |                |                |                |
| GP NHK Trophy                    |                | 10             | 8              |                | 1              | 7              | 9              | 9              |                |                |                |                |                |                |                |                |                |
| GP Rostelecom Cup                |                |                | 8              |                |                |                |                |                |                |                |                |                |                |                |                |                |                |
| GP Skate America                 |                |                |                |                |                | 6              |                |                |                |                |                |                |                |                |                |                |                |
| GP Skate Canada International    |                |                |                |                |                |                | 7              |                |                |                |                |                |                |                |                |                |                |
| CS Asian Open Trophy             |                |                | 3              | 9              |                |                |                |                |                |                |                |                |                |                |                |                |                |
| CS Autumn Classic International  |                |                |                | WD             |                |                |                |                |                |                |                |                |                |                |                |                |                |
| CS Lombardia Trophy              |                | 8              |                |                |                |                |                |                |                |                |                |                |                |                |                |                |                |
| CS U.S. International Classic    |                |                | 3              |                |                |                |                |                |                |                |                |                |                |                |                |                |                |
| Krajowe                          |                |                |                |                |                |                |                |                |                |                |                |                |                |                |                |                |                |
| Mistrzostwa Japonii              | 3              | 2              | 1              | 1              | 1              | 1              |                |                |                |                |                |                |                |                |                |                |                |
| Zawody drużynowe                 |                |                |                |                |                |                |                |                |                |                |                |                |                |                |                |                |                |
| Zimowe igrzyska olimpijskie      |                |                |                |                |                | 3              |                |                |                |                |                |                |                |                |                |                |                |
| World Team Trophy                |                |                | 2 T 6 P        |                | 3 T 5 P        |                |                |                |                |                |                |                |                |                |                |                |                |

#### Z Theą Rabe (Norwegia)
| CS Warsaw Cup  | 8 |
| Open d’Andorra | 8 |
| Volvo Open Cup | 3 |

#### Z Yurą Min (Korea Południowa)
| Zawody                           | 13–14          | 14–15          |                |                |                |                |                |                |                |                |                |                |                |                |                |                |                |
| Międzynarodowe                   | Międzynarodowe | Międzynarodowe | Międzynarodowe | Międzynarodowe | Międzynarodowe | Międzynarodowe | Międzynarodowe | Międzynarodowe | Międzynarodowe | Międzynarodowe | Międzynarodowe | Międzynarodowe | Międzynarodowe | Międzynarodowe | Międzynarodowe | Międzynarodowe | Międzynarodowe |
| -------------------------------- | -------------- | -------------- | -------------- | -------------- | -------------- | -------------- | -------------- | -------------- | -------------- | -------------- | -------------- | -------------- | -------------- | -------------- | -------------- | -------------- | -------------- |
| Mistrzostwa czterech kontynentów | 10             |                |                |                |                |                |                |                |                |                |                |                |                |                |                |                |                |
| CS Nebelhorn Trophy              |                | 8              |                |                |                |                |                |                |                |                |                |                |                |                |                |                |                |
| Bavarian Open                    | 10             |                |                |                |                |                |                |                |                |                |                |                |                |                |                |                |                |
| International Cup of Nice        |                | 5              |                |                |                |                |                |                |                |                |                |                |                |                |                |                |                |
| Ukrainian Open                   | 9              |                |                |                |                |                |                |                |                |                |                |                |                |                |                |                |                |
| Krajowe                          |                |                |                |                |                |                |                |                |                |                |                |                |                |                |                |                |                |
| Mistrzostwa Korei Południowej    | 1              |                |                |                |                |                |                |                |                |                |                |                |                |                |                |                |                |

### Soliści
| Mistrzostwa Stanów Zjednoczonych |     |     | 11 J | 10 J | 6 J |   |
| Midwestern Sectionals            |     |     | 4 N  | 3 J  | 1 J | 5 |
| Southwestern Regionals           | 5 N | 7 N | 2 N  |      |     |   |

## Programy
Misato Komatsubara / Tim Koleto
| Sezon   | Taniec rytmiczny (RD) | Taniec dowolny (FD) |
| ------- | --- | --- |
| 2021–22 | - Le Freak – Chic, oryg. Bernard Edwards, Nile Rodgers - What You Won't Do For Love – Bobby Caldwell, Alfons Kettner - You Make Me Feel – James Wirrick, Sylvester choreografia: Ginette Cournoyer, Samuel Chouinard                                                                                         | - Wyznania gejszy medley – John Williams, Yo-Yo Ma, Itzhak Perlman: - Sayuri’s Theme - Going to School - The Chairman’s Waltz - Sayuri’s Theme and End Credits choreografia: Ginette Cournoyer, Samuel Chouinard |
| 2020–21 | - Dreamgirls medley – Henry Krieger, Tom Eyen - Blues: Dreamgirls - Swing: One Night Only – Jennifer Hudson - Disco: I Meant You No Harm / Jimmy’s Rap – Eddie Murphy - Disco: One Night Only (Disco Version) – Anika Noni Rose, Beyoncé, Sharon Leal choreografia: Marie-France Dubreuil, Romain Haguenauer | - Une histoire d’amour – Mireille Mathieu, oryg. Francis Lai - No Title – Hugo Chouinard - Une histoire d’amour – Mireille Mathieu, oryg. Francis Lai choreografia: Marie-France Dubreuil, Romain Haguenauer     |
| 2019–20 | - Dreamgirls medley – Henry Krieger, Tom Eyen - Blues: Dreamgirls - Swing: One Night Only – Jennifer Hudson - Disco: I Meant You No Harm / Jimmy’s Rap – Eddie Murphy - Disco: One Night Only (Disco Version) – Anika Noni Rose, Beyoncé, Sharon Leal choreografia: Marie-France Dubreuil, Romain Haguenauer | - Lord of the Dance – Ronan Hardiman - Cry of the Celts - Suil a Ruin - The Lord of the Dance choreografia: Marie-France Dubreuil, Romain Haguenauer                                                             |